# Jules Violle
Jules Louis Gabriel Violle, né à Langres le 16 novembre 1841 et mort à Fixin le 12 septembre 1923, est un physicien français.

## Biographie
Fils et petit-fils de mathématiciens, il fait de 1861 à 1864 des études supérieures scientifiques à l'École normale supérieure (ENS), où il suit les conférences de physique d'Émile Verdet, et à la faculté des sciences de Paris, où il suit les cours de physique de Paul Desains et César Despretz et obtient les licences ès sciences physiques et ès sciences mathématiques. Titulaire du certificat d'aptitude à l'agrégation dans l'ordre des sciences physiques et naturelles, il est d'abord chargé de cours de physique au lycée impérial de Besançon (septembre 1864), puis, en remplacement de Désiré Gernez, chargé de cours (1865), agrégé chargé de cours (1866), professeur (3e classe) (mars 1867) au lycée impérial de Dijon, jusqu'à la rentrée 1867. Il revient alors à Paris en tant que préparateur au laboratoire d'histoire naturelle de Henri de Lacaze-Duthiers à l'ENS (septembre 1867-septembre 1868) puis de 1868 à 1871, à la suite de René Prudhon, préparateur responsable des montages expérimentaux au laboratoire de physique de l'école (poste auquel Ernest Bichat lui succéda) ainsi que professeur suppléant de Désiré Gernez au lycée impérial Louis-le-Grand (janvier 1869) lorsque celui-ci est appelé, avec Jules Raulin, Émile Duclaux et Eugène Maillot auprès de Pasteur pour travailler sur la maladie du ver à soie.
Docteur ès sciences en 1870, sa thèse de physique porte sur l'équivalent mécanique de la calorie consistant à utiliser l'élévation de température produite par les courants de Foucault dans une masse métallique en mouvement dans un champ magnétique. Le jury de la faculté des sciences de Paris était présidé par Paul Desains. En 1871, il est nommé professeur à la faculté des sciences de Grenoble, où il accueille Jules Macé de Lepinay. En 1879, il est nommé professeur à la faculté des sciences de Lyon. Il est chargé par Éleuthère Mascart des travaux sur la réalisation d'un étalon de lumière. Il est, à la mort de Pierre-Auguste Bertin-Mourot en 1884, chargé des fonctions de maître de conférences de physique de 2e année à l'ENS. Louis Georges Gouy lui succède à Lyon d'abord comme suppléant puis titulaire. Edmond Bouty est chargé des fonctions pour la 3e année, mais il remplace l'année suivante Paul Desains, décédé, dans la chaire de physique (enseignement) de la faculté des sciences de Paris. Violle prend alors également en charge les conférences de troisième année, jusqu'à l'arrivée de Marcel Brillouin en 1887. Il dirige également le laboratoire de physique de l'École, où notamment Henri Abraham, Pierre Weiss, Aimé Cotton et Jean Perrin réalisent leurs travaux de recherche pour le doctorat. En 1891, grâce au soutien de Mascart, il est nommé professeur titulaire de la chaire de physique générale dans ses relations avec l'industrie au Conservatoire national des arts et métiers à la suite d'Edmond Becquerel. À partir de la rentrée 1900, il est suppléé à l’ENS par Aimé Cotton.
Les recherches de Jules Violle concernent principalement la radiométrie (en particulier le développement d'un actinomètre), la photométrie et la calorimétrie.
En 1875, il reprend sur le mont Blanc la mesure de la constante solaire, qui avait fait l'objet d'une première mesure en 1838 par Claude Pouillet.
En 1881, à l'occasion du Congrès international des Électriciens à Paris, il propose un étalon pour l'intensité lumineuse correspondant à la lumière émise par 1 cm2 de platine en fusion (1 violle = 20.17 cd) et (1 violle = 20 bougies). Il est l'inventeur du calorimètre à refroidissement, principe de base de la bouteille isotherme.
Jules Violle préside la Société française de photographie de 1906 à 1908, succédant à Aimé Laussedat. Il est l'un des fondateurs de l'Institut d'optique théorique et appliquée et il est membre du Conseil supérieur de l'instruction publique.

## Distinctions
- Élu membre de l'Académie des sciences le 22 février 1897[3], succédant à Hippolyte Fizeau.
- Commandeur de la Légion d'honneur (1920), Officier (1894), Chevalier (1881)[4].